# Bulut Aras
Bulut Aras eigentlich Uğur Fidan (* 1953 in Denizli) ist ein türkischer Film- und Fernsehschauspieler.

## Leben
Aras studierte zunächst Wirtschaftswissenschaften an der Akademie (Sultan Ahmed). Durch seine Mitwirkung an TV-Werbespots erreichte er eine zunehmende Popularität und spielte ab 1978 in mehreren türkischen Filmproduktionen mit. Später wirkte der Schauspieler in zahlreichen Filmen und Serien mit.
Zurzeit spielt er in der erfolgreichen TV-Serie Vazgec Gönlüm (Vergiss es mein Herz) auf StarTV (bzw. Eurostar).

## Filmografie (Auswahl)
- 1978: Sultan
- 1978: Tatli nigar
- 1979: Blood of the Sea (TV-Serie)
- 1979: Derya gülü
- 1979: The Little Sparrow
- 1981: Lo Scoiattolo
- 1984: Nefret
- 1992: Sürgün
- 1993: Gönül sultanlari: Azîz Mahmûd Hüdâyî - Hüdayi yolu
- 1993: Haci Bayram-i Veli Hz. (TV Movie) Haci Bayram-i Veli Hz.
- 1997: Emir Sultan (TV Movie) Rüzgar Halil
- 1998: Affet bizi hocam (TV-Serie, Forgive Us Teacher)
- 1999: Aynalitahir (TV-Serie)
- 2001: Benim için aglama (TV-Serie)
- 2011: Hop Dedik: Deli Dumrul